# 大波因特 (路易斯安那州)
大波因特（英語：Grand Point）是位於美國路易斯安那州聖詹姆斯堂區的一個普查規定居民點。

## 人口
根據2020年美國人口普查的數據，大波因特的面積為11.83平方千米，當中陸地面積為11.12平方千米，而水域面積為0.71平方千米。當地共有人口2241人，而人口密度為每平方千米189.43人。